# جسر أركاديكو

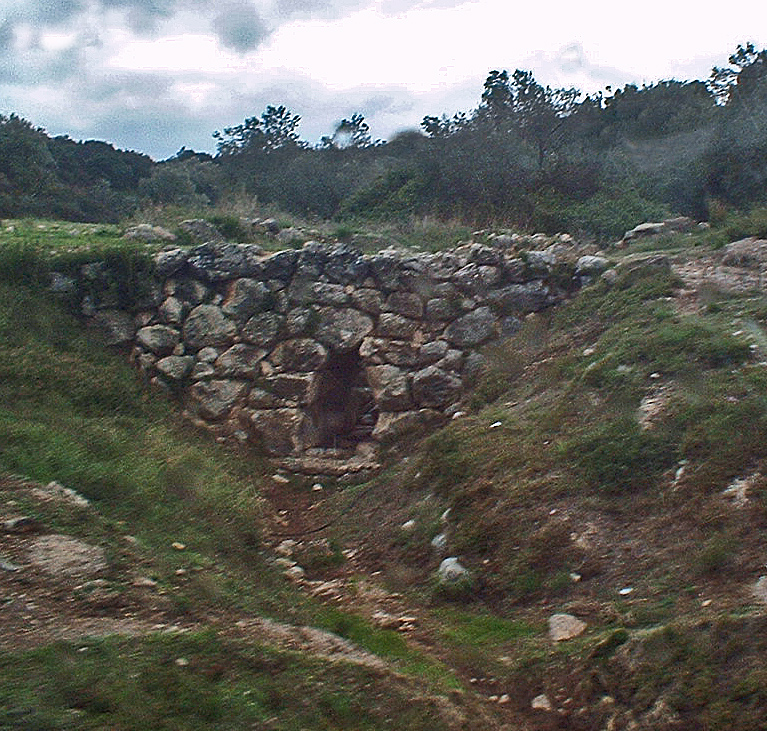
جسر أركاديكو في اليونان.

جسر أركاديكو أو جسر كازارما (بالإنجليزية: Arkadiko Bridge ؛ باليونانية: Γέφυρα του Αρκαδικού) هو جسر قوسي أثري، يقع بالقرب من الطريق الحديثة بين تيرينس وإبيداوروس في شبه جزيرة بيلوبونيز، اليونان.
يعود تاريخه إلى العصر البرونزي، وتحديدًا بين عاميّ 1300 و1190 ق.م، ليكون أحد أقدم الجسور القوسية المعروفة والمُستعملة إلى الآن في العالم. يبلغ طوله الإجمال 22 متر، وعرضه متران ونصف، وطول المسافة الحرة فيه حوالي متر. وقد أشارت التخطيطات المتطورة والحديثة للجسر، إلى أنه شُيد خصيصًا لاستخدام العجلات الحربية.